# بونتو جواغيرو
بونتو غواجيرو Punto guajiro أو بونتو كوبانو – أو ببساطة بونتو هو نوع غنائي من الموسيقى في كوبا، وهو فن شعري مع الموسيقى. أصبح شائعا في المناطق الغربية والوسطى من كوبا في القرن السابع عشر،  وتم توحيدها كنوع موسيقي في القرن الثامن عشر.  لها أصول أندلسية وجزر الكناري، وتم دمج بعض الموسيقى الأفريقية في موسيقى البينتو في كوبا.  

## الوصف
يتم العزف على البونتو من قبل مجموعة مختلفة من الجيتار : الجيتار الإسباني، والتريس الكوبي، واللود، والتيبل . يشير البونتو إلى استخدام معول (punteando)، بدلاً من العزف (rasgueado). ويتماستخدام ثلاث آلات إيقاعية هي: العصا، و güiro، و guayo (مصنوعة من المعدن). يتوزع المغنون أنفسهم في فرق. إنهم يغنون أو يهتفون لحن ثابت مع وجود فواصل بين المقاطع لمنح المطربين الوقت لإعداد البيت التالي. 
تم أحيانًا تسجيل المؤلفات الموسيقية المبكرة، وكذلك أسماء بعض المطربين والملحنين.  ابتداءً من عام 1935 تقريبًا، وصلت بونتو إلى ذروة شعبيتها في الإذاعة الكوبية. لم يتم عمل أي شيء يذكر لتسجيل أعمالهموحفظها، ولكن ما حدث، كان من الكاتبة الاختزالية، عايدة بودي، من محبي هذا النوع ن الموسيقى، التي كتبت الأبيات أثناء بثها. وفي عام 1997، تم نشر نسخها في شكل كتاب. 
غنت كل من سيلينا غونزاليس وألبيتا بونتو في بدايتاهما البينتو، مما يثبت أن هذا النوع لا يزال حوجود في المجتمع، على الرغم من أنه ربما يختفي في شكله الأصلي. تتمتع سيلينا بأحد الأصوات الرائعة في الموسيقى الشعبية، كما أن مجموعتها الداعمة كامبو أليغري رائعة.
اما الهواة في غناءء البينتو فإن إنديو نابوري ( سابيو خيسوس أورتا رويز، ولد في 30 سبتمبر 1922) هو الاسم الاشهر في البونتو، بسبب شعره العشري، الذي كان يكتب يوميًا للراديو والصحف. وهو أيضًا مؤلف منشور، وله عدة مجموعات شعرية، معظمها له طابع سياسي جديد . 

## أنواع البونتو
- بونتو بينارينيو : من مقاطعة بينار ديل ريو الغربية.
- بونتو فيجو: من مقاطعتي كاماغواي و Las Villas . أسلوب ثابت حيث يحافظ المغني على نفس الإيقاع والمقياس.
- بونتو الروحاني: من مقاطعة سانكتي سبيريتوس .
- بونتو ماتانسيرو: من مقاطعة ماتانزاس .
- بونتو seguidilla:." [10]